# 阿坝龙胆
阿坝龙胆（学名：Gentiana abaensis）是龙胆科龙胆属的植物，为中国的特有植物。分布在中国大陆的四川等地，生长于海拔3,280米的地区，常生于阴坡灌丛以及山坡，目前尚未由人工引种栽培。